# 泰尔韦 (汝拉省)
泰尔韦（法語：Thervay，法語發音：[tɛʁvɛ]）是法国汝拉省的一个市镇，位于该省北部，属于多勒区。

## 地理
泰尔韦（47°15'2"N, 5°36'56"E）面积15.75 平方千米，位于法国勃艮第-弗朗什-孔泰大區汝拉省，该省份为法国东部内陆省份，北起上索恩省，西北接科多尔省，西临索恩-卢瓦尔省，南至安省，东与杜省和瑞士接壤。
与泰尔韦接壤的市镇（或旧市镇、城区）包括：马朗、布朗、达马尔坦-马尔潘、乌涅、萨利涅、塞尔莱穆利耶尔。

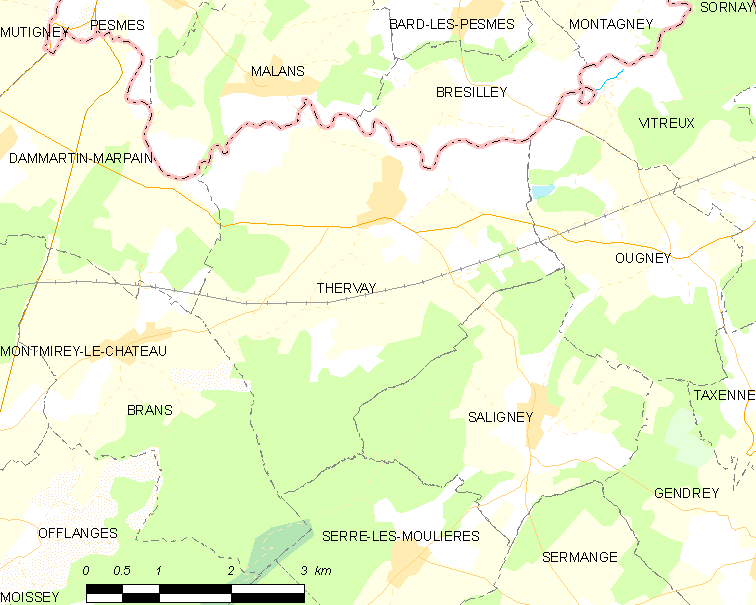
的OSM定位图

泰尔韦的时区为UTC+01:00、UTC+02:00（夏令时）。

## 行政
泰尔韦的邮政编码为39290，INSEE市镇编码为39528。

## 政治
泰尔韦所属的省级选区为欧蒂姆县。

## 人口

1962-2008年间人口变化图示

泰尔韦于2022年1月1日时的人口数量为389人。